# Perspektivisk forkortning
Perspektivisk forkortning opnås ved at en flade virker kortere, end den burde være, så det derved ser ud som om, den er set fra siden. Teknikken kan bruges i både figurative og nonfigurative kunstværker.
| Kunst | Spire Denne artikel om kunst er en spire som bør udbygges. Du er velkommen til at hjælpe Wikipedia ved at udvide den. |